# مالكولم ماكدويل
مالكولم ماكدويل (بالإنجليزية: Malcolm McDowell)‏ (من مواليد 13 يونيو 1943) هو ممثل إنجليزي عمل بكفاءة لفترة تمتد على مدى أكثر من أربعين عاما.
ومن المعروف أساسا عن ماكدويل أدواره في أفلام مثيرة للجدل مثل فلمي برتقالة آلية وكاليغولا. ولبراعته كممثل أدى إلى وجوده في العديد من الأفلام والمسلسلات التلفزيونية من مختلف الأنواع، بما في ذلك مسلسل هيروز وفيلم الرسوم المتحركة بولت. كما انه معروف لروايته بعض الأفلام الوثائقية.

## حياته المهنية
1. عصيان_النمر

## وصلات خارجية
- مالكولم ماكدويل على موقع IMDb (الإنجليزية)
- مالكولم ماكدويل على موقع روتن توميتوز (الإنجليزية)
- مالكولم ماكدويل على موقع مونزينجر (الألمانية)
- مالكولم ماكدويل على موقع قاعدة بيانات الأفلام العربية
- مالكولم ماكدويل على موقع قاعدة بيانات الأفلام العربية
- مالكولم ماكدويل على موقع ألو سيني (الفرنسية)
- مالكولم ماكدويل على موقع ميوزك برينز (الإنجليزية)
- مالكولم ماكدويل على موقع تيرنر كلاسيك موفيز (الإنجليزية)
- مالكولم ماكدويل على موقع أول موفي (الإنجليزية)
- مالكولم ماكدويل على موقع قاعدة بيانات الأفلام السويدية (السويدية)